# Zdzisław Macierewicz
Zdzisław Macierewicz (ur. 28 kwietnia 1907 w Warszawie, zm. 11 listopada 1949 tamże) – polski chemik, nauczyciel akademicki, docent na Uniwersytecie Warszawskim, członek Towarzystwa Naukowego Warszawskiego. Związany z chadecją, ojciec polityka Antoniego Macierewicza.

## Życiorys
Urodził się jako syn Adama, mierniczego oraz drobnego właściciela ziemskiego, członka Ligi Narodowej, i Teresy z Grabowskich. Uczęszczał do gimnazjum humanistycznego w Lublinie, w latach 1926–1935 studiował chemię na Uniwersytecie Warszawskim, m.in. pod kierunkiem Wojciecha Świętosławskiego. Po uzyskaniu dyplomu uniwersyteckiego pozostał na uczelni jako asystent w Katedrze Chemii Organicznej (Wydział Matematyczno-Przyrodniczy). W 1939 obronił rozprawę doktorską Synteza laktonu substancji macierzystej jangoniny, przygotowaną pod kierunkiem Wiktora Lampego; stanowiła ona efekt jego badań nad zsyntetyzowaniem macierzystego żółtego laktonu jangonowego z rośliną Micropiper methysticum.
W czasie okupacji uczestniczył w ruchu oporu, był żołnierzem Armii Krajowej, a także brał udział w tajnym nauczaniu uniwersyteckim. W 1945 powrócił do pracy naukowej na Uniwersytecie Warszawskim, na podstawie pracy Studia w grupie dwucynamoilometanu. O trzech izomerycznych aminopochodnych dwucynamoilometanu uzyskując stanowisko docenta. Przyczynił się do odbudowy gmachu chemii na uniwersytecie po zniszczeniach wojennych. Prowadził wykłady z reakcji związków organicznych i metod syntezy organicznej, a także jako pierwszy w Polsce monograficzne wykłady z mechanizmów reakcji chemicznych, które już po jego śmierci zostały wydane w formie książkowej (Reakcje chemiczne związków organicznych w świetle elektronowej teorii wiązań, 1951). Jednocześnie od 1945 kierował Pracownią Chemiczną w Państwowym Zakładzie Higieny w Warszawie, z którym był już związany w latach II wojny światowej.
W 1946 powołany został na członka korespondenta Towarzystwa Naukowego Warszawskiego.
Specjalizował się w chemii barwników organicznych, chemii związków heterocyklicznych, syntezie organicznej. Poza wymienionymi wyżej był m.in. autorem prac Reakcja chlorku kwasu p-metoksycynamonowego z magnezobromooctanem (1935), Studia w grupie dwucynamoilometanu. Synteza trzech izometrycznych nitropochodnych (1938, z Wiktorem Lampe), Sulfanilamidy (1948), Z nowszych zagadnień chemii organicznej (1948). Prowadził badania nad widmami absorpcyjnymi pochodnych metoksylowych w świetle ultrafioletowym. Interesował się terapią chorób nowotworowych. Część prac ogłosił na łamach „Chemii i Techniki”.

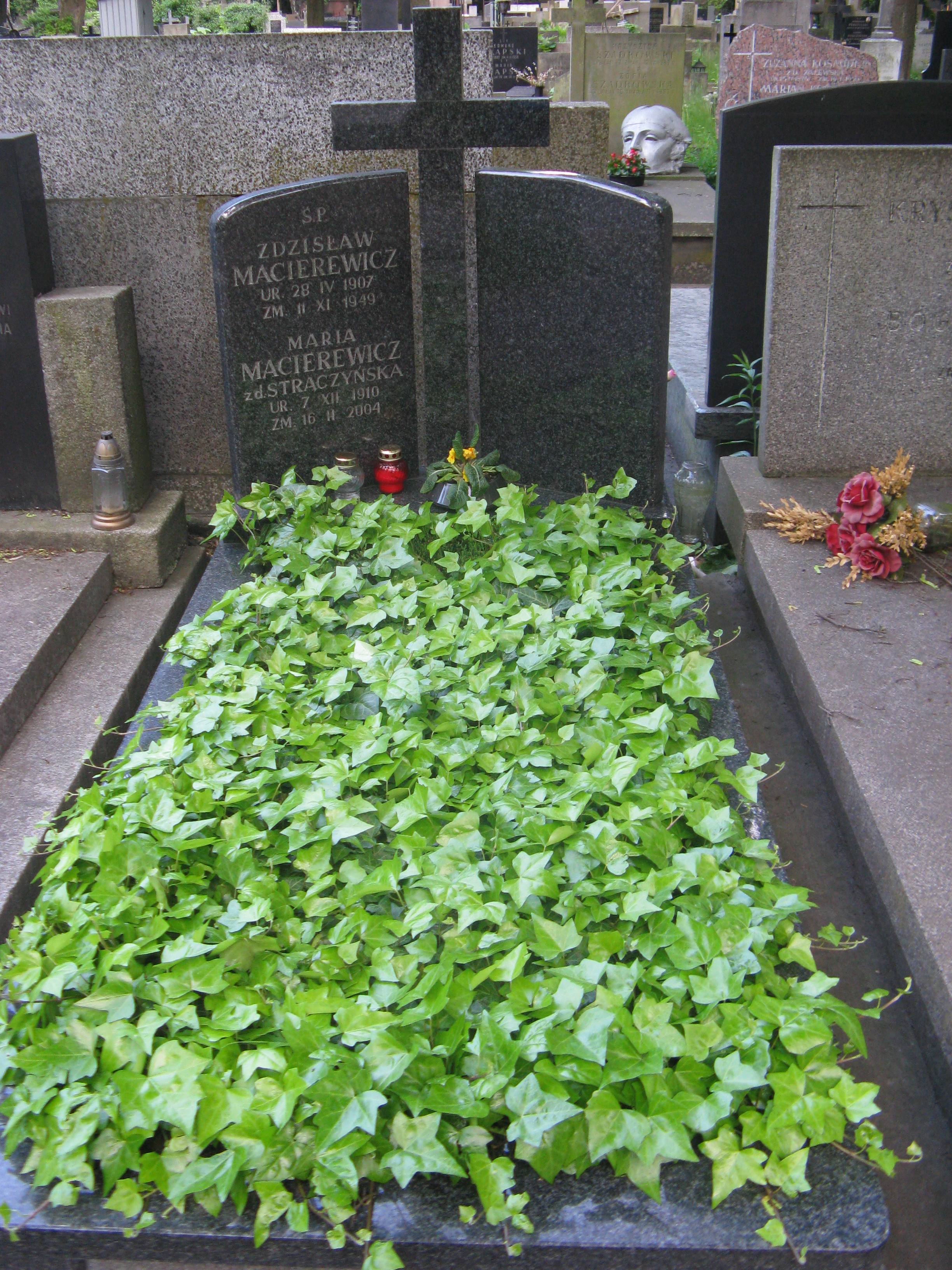
Grób Zdzisława Macierewicza na cmentarzu Powązkowskim

Należał do Stronnictwa Narodowego. Od 1937 działał w Stronnictwie Pracy, po wojnie w warunkach podziemnych. Był inwigilowany przez funkcjonariuszy Urzędu Bezpieczeństwa. Pod koniec października 1949 w następstwie ujawnienia w jego posiadaniu dolarów (co było wówczas nielegalne), podpisał zobowiązanie do współpracy z UB „celem wykrywania i unieszkodliwiania elementów godzących w podstawy demokratycznego ustroju Polski Ludowej”, deklarując zachowanie tajemnicy i przyjmując pseudonim Z-3. W listopadzie tegoż roku został znaleziony martwy w laboratorium, w którym pracował. Popełnił samobójstwo poprzez otrucie cyjankiem potasu. Pochowany na cmentarzu Powązkowskim w Warszawie (kwatera 242-6-3).
Był żonaty z Marią ze Strączyńskich (1910-2004). Mieli dzieci: Barbarę (1938), Wojciecha (1945) i Antoniego (1948).